# Кроуфорд, Майкл (историк)
Майкл Хью́сон Кро́уфорд (англ. Michael Hewson Crawford; род. 7 декабря 1939, Твикнем, Большой Лондон) — британский учёный-антиковед и нумизмат, член Британской академии общественных и гуманитарных наук (FBA). 
Кроуфорд является автором стандартного труда о монетном деле Римской республики — «Римские республиканские монеты». Майкл Кроуфорд получил образование в St Paul’s School и в Оксфордском Ориел-колледже. В 1964 году он стал членом Крист-колледжа в Кембридже. 
С 1969 по 1986 год он преподавал древнюю историю в Университете Кембриджа. С 1986 по 2005 годы он преподавал в Университетском колледже Лондона, где в 2005 году стал профессором-эмеритом. Его научные исследования посвящены Римской республике, монетному делу Римской республики и источникам древней истории. С 1980 года он является членом Британской академии, а с 1995 года — членом Академии Европы.

## Основные публикации
- «Сокровища римских республиканских монет» (1969)
- «Римское республиканское монетное дело» (2 тома, 1974)
- «Нумизматика» (1983)
- «Римская республика» (1978)
- «Архаическая и классическая Греция. Выборка древних источников в переводе» (1983)
- «Каталог римских республиканских монет из коллекции Королевского Шотландского музея в Эдинбурге» (1984)
- «Монетное дело и деньги в римской республике. Италия и средиземноморская экономика» (1985)
- «Рим в позднюю Республику. Проблемы и интерпретации» (1985)
- «Афродисия XIII. Диоклетиановский указ о максимальных ценах в гражданской базилике Афродисии» (2023)
- Roman Republican coin hoards. Royal Numismatic Society, London 1969.
- The Roman Republican Coinage. 2 Bände. Cambridge University Press, Cambridge u. a. 1974, ISBN 0-521-07492-4.
- Numismatics. In: Michael Crawford (Hrsg.): Sources for ancient history (= The sources of history. Studies in the uses of historical evidence.). Cambridge University Press, Cambridge u. a. 1983, ISBN 0-521-24782-9, S. 185—233.
- The Roman republic. Harvester Press u. a., Hassocks u. a. 1978, ISBN 0-85527-761-0 (In deutscher Sprache: Die römische Republik (= dtv. 4404). Deutscher Taschenbuch-Verlag, München 1984, ISBN 3-423-04404-7).
- mit David Whitehead: Archaic and classical Greece. A selection of ancient sources in translation. Cambridge University Press, Cambridge 1983, ISBN 0-521-22775-5.
- A catalogue of Roman Republican coins in the collections of the Royal Scottish Museum, Edinburgh. Royal Scottish Museum, Edinburgh 1984.
- Coinage and money under the Roman republic. Italy and the mediterranean economy (= The library of numismatics). Methuen, London 1985, ISBN 0-416-12300-7.
- mit Mary Beard: Rome in the late Republic. Problems and interpretations. Cornell University Press, Ithaca 1985, ISBN 0-8014-9333-1.
- Aphrodisias XIII. Diocletian’s Edict of Maximum Prices at the Civil Basilica in Aphrodisias. Reichert, Wiesbaden 2023, ISBN 978-3-7520-0685-8.